# Награди „Оскар“ (73-та церемония)
Седемдесет и третата церемония по връчване на филмовите награди „Оскар“ се провежда на 25 март 2001 г. в Кодак Тиътър в американския град Лос Анджелис.

## Награди
| Най-добър филм | Най-добър режисьор |
| --- | --- |
| - Гладиатор - Шоколад - Тигър и Дракон - Ерин Брокович - Трафик | - Стивън Содърбърг – Трафик - Стивън Долдри – Били Елиът - Анг Лий – Тигър и Дракон - Стивън Содърбърг – Ерин Брокович - Ридли Скот – Гладиатор                         |
| Най-добра мъжка роля | Най-добра женска роля |
| - Ръсел Кроу – Гладиатор - Хавиер Бардем – Преди да падне нощта - Том Ханкс – Корабокрушенецът - Ед Харис – Полък - Джефри Ръш – Историята на маркиз Дьо Сад                            | - Джулия Робъртс – Ерин Брокович - Джоан Алън – The Contender - Жулиет Бинош – Шоколад - Елън Бърстин – Реквием за една мечта - Лора Лини – You Can Count on Me         |
| Най-добра поддържаща мъжка роля | Най-добра поддържаща женска роля |
| - Бенисио дел Торо – Трафик - Джеф Бриджис – The Contender - Уилям Дефо – Shadow of the Vampire - Албърт Фини – Ерин Брокович - Хоакин Финикс – Гладиатор                               | - Марша Гей Хардън – Полък - Джуди Денч – Шоколад - Кейт Хъдсън – Почти известни - Франсис Макдорманд – Почти известни - Джули Уолтърс – Били Елиът                     |
| Най-добър оригинален сценарий | Най-добър адаптиран сценарий |
| - Почти известни – Камерън Кроу - Били Елиът – Лий Хол - Ерин Брокович – Сузана Грант - Гладиатор – Дейвид Францони, Джон Логан и Уилям Никълсън - You Can Count on Me – Кенет Лонерган | - Трафик – Стивън Гаган - Шоколад – Робърт Нелсън Джейкъбс - О, братко, къде си? – Джоел Коен и Итън Коен - Тигър и Дракон – Джеймс Шеймъс - Момчета-чудо – Стив Клоувс |
| Най-добър чуждоезичен филм | |
| - Тигър и Дракон (Тайван) - Amores Perros (Мексико) - The Taste of Others (Франция) - Everybody's Famous (Белгия) - Divided We Fall (Чехия)                                             | |